# پاناکساتری‌ال
پاناکساتری‌ال (به انگلیسی: Panaxatriol) با فرمول شیمیایی C۳۰H۵۲O۴ یک ترکیب شیمیایی با شناسه پاب‌کم ۷۳۵۹۹ است. که جرم مولی آن ۴۷۶٫۷۳ g/mol می‌باشد. 